# 白蛇胸鱔
白蛇胸鱔為輻鰭魚綱合鰓目合鰓魚科的其中一種，分布於西澳大利亞的地下河流域，體瘦長，無鱗片及魚鰭，體為白色，側線發達，眼睛埋於皮膚下面，體長可達40公分，棲息在洞穴中的地下河，屬肉食性，以無脊椎動物為食，可作為觀賞魚。